# Đánh bom Jolo năm 2020
Đánh bom Jolo năm 2020 xảy ra vào ngày 24 tháng 8 năm 2020, khi quân nổi dậy được cho là các chiến binh thánh chiến Abu Sayyaf cho nổ hai quả bom ở Jolo, Sulu, Philippines, làm tử vong 14 người và 75 người khác bị thương. Vụ đánh bom đầu tiên xảy ra khi các nhân viên quân đội Philippines đang hỗ trợ thực hiện các nỗ lực nhân đạo COVID-19. Vụ đánh bom thứ hai, một vụ đánh bom liều chết, được thực hiện gần Nhà thờ Đức Mẹ Núi Carmel. Nhà thờ này trước đó đã bị đánh bom trong năm 2019, làm tử vong ít nhất 20 người.

## Bối cảnh
Trong hơn ba thập kỷ, lực lượng Abu Sayyaf đã tiến hành các cuộc tấn công khủng bố nhằm ủng hộ việc đưa tỉnh Sulu độc lập tách khỏi Philippines. Sulu chủ yếu theo đạo Hồi, trong khi Philippines nói chung chủ yếu theo đạo Thiên chúa. Năm 2004, họ đã tiến hành vụ tấn công khủng bố tồi tệ nhất trong lịch sử Philippines, đánh bom một chiếc phà khiến 116 người thiệt mạng. Năm 2016, họ cam kết trung thành với Nhà nước Hồi giáo. Họ được biết đến với việc sử dụng các thiết bị nổ ngẫu hứng và bắt cóc người nước ngoài để đòi tiền chuộc, đặc biệt là trong tỉnh Sulu.
Vào tháng 6 năm 2020, bốn binh sĩ Philippines đang điều tra sự hiện diện của hai nữ đánh bom liều chết ở Sulu đã bị cảnh sát bắn chết trong một cuộc đối đầu. Vào tháng 8 năm 2020, một số ngày trước khi xảy ra vụ đánh bom, chính phủ Philippines đã bắt giữ một số chiến binh thuộc tổ chức Abu Sayyaf. Lực lượng an ninh ở Sulu đã cảnh giác cao độ do lo ngại sẽ bị trừng phạt.

## Vụ việc
Vào ngày 24 tháng 8 năm 2020, vào lúc 11:54 sáng, một quả bom xe máy được đặt bên cạnh một chiếc xe tải quân sự đã phát nổ bên ngoài Paradise Food Plaza ở trung tâm thành phố Jolo, Sulu, giết chết sáu binh sĩ cũng như một số dân thường. Cảnh sát và quân đội đã có mặt tại hiện trường. Một giờ sau, lúc 12:57 chiều, một nữ đánh bom liều chết tiếp cận khu vực được buộc dây và cố gắng đi vào, nhưng bị một người lính chặn lại, cô ta cho nổ quả bom mang theo, giết chết chính mình và người lính đã chặn cô ta lại, trong khi làm bị thương sáu cảnh sát. Vụ nổ thứ hai xảy ra cách vụ nổ thứ nhất khoảng 100 mét, trước một chi nhánh của Ngân hàng Phát triển Philippines. Tổng cộng, bảy binh sĩ, một cảnh sát và sáu thường dân thiệt mạng; và 21 binh sĩ, sáu nhân viên cảnh sát, và 48 thường dân bị thương. Địa điểm xảy ra vụ đánh bom gần với địa điểm xảy ra các vụ đánh bom Nhà thờ Jolo năm 2019.

## Hậu quả
Hiện chưa có nhóm nào đứng ra nhận trách nhiệm về vụ đánh bom, nhưng chính phủ cho rằng nhóm Abu Sayyaf phải chịu trách nhiệm về vụ tấn công, trên cơ sở chúng là nhóm khủng bố duy nhất được biết là hoạt động ở Sulu. Cụ thể, họ tin rằng kẻ chế tạo bom Mundi Sawadjaan của Abu Sayyaf đã tạo ra những quả bom và trang bị vũ khí cho những kẻ tấn công. Toàn bộ tỉnh Sulu đã bị cách ly sau vụ nổ.

## Phản ứng
Ngay sau cuộc tấn công, phát ngôn viên tổng thống Harry Roque lên án vụ đánh bom, nói rằng "chính quyền đang tiến hành điều tra, bao gồm việc xác định các cá nhân hay tổ chức đằng sau những cuộc tấn công độc ác này". Bộ trưởng Nội các Karlo Nograles phê phán vụ tấn công, nói rằng khủng bố "không có chỗ đứng trong thế giới văn minh". Ông cũng khẳng định sẽ mang những kẻ đứng sau "vụ tấn công vô nhân đạo" ra trước pháp luật.